# Bernardo III, Duque de Saxe-Meiningen
Bernardo III (Bernardo Frederico Guilherme Alberto Jorge), (1 de Abril de 1851 - 16 de Janeiro de 1928) foi o último duque reinante do ducado de Saxe-Meiningen.

## Vida

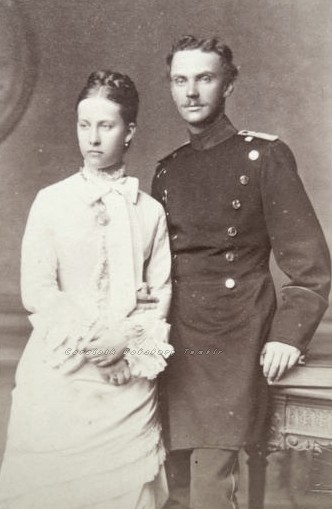
Bernardo com a sua esposa, a princesa Carlota.

Bernardo nasceu a 1 de Abril de 1851, sendo filho mais velho do duque Jorge II de Saxe-Meiningen e da sua primeira esposa, a princesa Carlota Frederica da Prússia. Tinha uma irmã de sangue, a princesa Maria Isabel de Saxe-Meiningen, e vários meios-irmãos do segundo casamento do pai.
A partir de 1860, Bernardo recebeu aulas em casa do professor Rossmann, antes de ir estudar para a Universidade de Heidelberg em 1869. Interrompeu os seus estados quando rebentou a Guerra Franco-Prussiana e prestou serviço no exército na categoria de Ordonnanz-Offizier. Após o final da guerra, voltou aos estudos em Leipzig. A partir de 1873, voltou a prestar serviço militar e subiu até às posições mais elevadas do exército. Em 1905 era já Generaloberst e Generalinspekteur der 2. Armeeinspektion (Mitteldeutschland). Em 1909, tornou-se Generalfeldmarschall e, em 1912, saiu do exército com essa posição.
Casou-se em Berlim, a 18 de Fevereiro de 1878 com a princesa Carlota da Prússia, sua prima em segundo grau, filha do imperador Frederico III da Alemanha e neta da rainha Vitória do Reino Unido. Juntos, tiveram uma filha: 
- Teodora Vitória Augusta Maria Mariana (12 de Maio de 1879 - 26 de Agosto de 1945), casada com Henrique XXX de Reuss; sem descendência.

### Reinado
Bernardo assumiu o reinado do Ducado de Saxe-Meiningen após a morte do pai em 1914. Com o rebentar da Primeira Guerra Mundial, Bernardo esperava receber o comando de um exército, mas ficou desapontado. Ficou de tal forma desiludido que também se retirou da sua posição como chefe do governo do ducado.
Depois de Alemanha perder a guerra, e após a Revolução Alemã, Bernardo foi forçado a abdicar a 10 de Novembro de 1918. Tal como todos os outros príncipes alemães, perdeu o seu título e as suas propriedades. Passou o resto da vida a viver como cidadão privado.
Bernardo morreu a 16 de Janeiro de 1928 em Meiningen. Foi sepultado ao lado da esposa no parque de Altenstein.

## Interesses
Apesar de ser conhecido principalmente pela sua carreira militar, Bernardo também tinha um grande interesse pelas artes. Era um compositor, poeta e tradutor activo. Era especialista em grego moderno e reconhecido pelas suas traduções de literatura alemã para grego. Realizou também vários estudos históricos, para os quais viajou várias vezes até à Grécia e à Ásia Menor (actual Turquia), e que lhe valeram um doutorado honorário atribuído pela Universidade de Breslau.

## Genealogia
| Bernardo III, Duque de Saxe-Meiningen | Pai: Jorge II, Duque de Saxe-Meiningen | Avô paterno: Bernardo II, Duque de Saxe-Meiningen | Bisavô paterno: Jorge I, Duque de Saxe-Meiningen                 |
| Bernardo III, Duque de Saxe-Meiningen | Pai: Jorge II, Duque de Saxe-Meiningen | Avô paterno: Bernardo II, Duque de Saxe-Meiningen | Bisavó paterna: Luísa Leonor de Hohenlohe-Langenburg             |
| Bernardo III, Duque de Saxe-Meiningen | Pai: Jorge II, Duque de Saxe-Meiningen | Avó paterna: Maria Frederica de Hesse-Cassel      | Bisavô paterno: Guilherme II, Eleitor de Hesse                   |
| Bernardo III, Duque de Saxe-Meiningen | Pai: Jorge II, Duque de Saxe-Meiningen | Avó paterna: Maria Frederica de Hesse-Cassel      | Bisavó paterna: Augusta da Prússia                               |
| Bernardo III, Duque de Saxe-Meiningen | Mãe: Carlota Frederica da Prússia      | Avô materno: Alberto da Prússia (1809–1872)       | Bisavô materno: Frederico Guilherme III da Prússia               |
| Bernardo III, Duque de Saxe-Meiningen | Mãe: Carlota Frederica da Prússia      | Avô materno: Alberto da Prússia (1809–1872)       | Bisavó materna: Luísa de Mecklemburgo-Strelitz                   |
| Bernardo III, Duque de Saxe-Meiningen | Mãe: Carlota Frederica da Prússia      | Avó materna: Mariana dos Países Baixos            | Bisavô materno: Guilherme I dos Países Baixos                    |
| Bernardo III, Duque de Saxe-Meiningen | Mãe: Carlota Frederica da Prússia      | Avó materna: Mariana dos Países Baixos            | Bisavó materna: Guilhermina da Prússia, Rainha dos Países Baixos |